# Флоринский, Василий Маркович
 Васи́лий Ма́ркович Флори́нский (16 [28] февраля 1834, Фроловское, Владимирская губерния — 3 [15] января 1899, Санкт-Петербург) — русский врач и писатель, экстраординарный профессор по кафедре акушерства и один из основателей первой в России кафедры детских болезней при Медико-хирургической академии Санкт-Петербурга, ординарный профессор Казанского университета по кафедре акушерства и гинекологии, крупный специалист в области народной медицины, один из инициаторов открытия Сибирского университета в Томске, попечитель западносибирского учебного округа, действительный член Петербургского общества русских врачей (1859), Русского географического общества (1875), Общества врачей при Казанском университете (1878), Общества археологии, истории и этнографии при Казанском университете (1878), почётный член Петербургского общества русских врачей (1879), Бостонского гинекологического общества (США, 1879), Общества естествоиспытателей и врачей при Томском университете (1889), Общества киевских врачей (1891), член общества любителей естествознания, антропологии и этнографии (Москва, 1892), тайный советник (1892), потомственный дворянин в первом поколении, Почётный гражданин Томска. Также занимался любительской археологией.

## Биография
Василий Флоринский родился 16 (28) февраля 1834 года в многодетной семье дьякона (с 1802) села Фроловского Юрьевского уезда Владимирской губернии (ныне село входит в Красносельское сельское поселение Юрьев-Польского района Владимирской области) Марка Флоринского. В этом селе дьяконами служили и его дед, Яков Иванов Флоринский и прадед Иван Семенов Флоринский.
У Марка Яковлевича Флоринского (1800—19 февраля (2 марта)  1872 года) и его жены Марии Андреевны (урожд. Фёдоровой, 1803—1883) было шестеро детей: Мария (1827—?), Александра (1830—1891), Иван (1832—1892), Василий (1834—1899), Семён (1836—1880), Иван (1837—1894). 
В 1837 году деревянная церковь в селе Фроловском сгорела, и служба прекратилась. Лишившись средств к существованию, в 1838 году семья перебралась в село Песковское (Шадринский уезд Пермской губернии, ныне село Верхние Пески входит в Катайский муниципальный округ Курганской области), куда по протекции родственника жены архиепископа Аркадия отец Марк Флоринский был назначен священником церкви Казанской иконы Божией Матери в селе Песковском (ныне село Верхние Пески Катайского муниципального округа Курганской области). Василий спустя годы вспоминал о своём зауральском детстве: «Под влиянием здешней природы и обстановки совершенствовалось мое физическое и духовное развитие. Пескам я обязан почти всеми лучшими задатками моей дальнейшей жизни».
В 9 лет Василия Флоринского отвезли в пятилетнее начальное духовное училище при Далматовском Успенском монастыре, по окончании которого, он был принят в Пермскую духовную семинарию.
После окончания в 1853 году семинарии, изменив семейным традициям, Флоринский продолжил образование в Санкт-Петербургской Императорской медико-хирургической академии. Как один из наиболее успевающих студентов, к тому же хорошо владеющий иностранными языками, на третьем курсе он был командирован на два года за границу. Сразу после окончания Крымской войны В. М. Флоринскому посчастливилось стажироваться в ведущих университетах и медицинских учреждениях Германии, Франции, Швейцарии Чехии, Австрии. К моменту возвращения в Россию у него уже было опубликовано около 20 научных трудов.
В 1858 году Флоринский успешно прошёл испытания на звание лекаря и был определён сверхкомплектным медиком по военно-медицинскому ведомству с прикомандированием для усовершенствования ко второму военно-сухопутному госпиталю при Медико-хирургической академии.
С 1860 года Флоринский стал действительным членом Общества русских врачей в Санкт-Петербурге. В виде исключения он в том же году на правах приват-доцента был назначен читать лекции по женским болезням в Медико-хирургической академии. Лишь в апреле следующего года он защитил диссертацию: «О разрывах промежности во время родов» на звание доктора медицины и окончательно был утвержден в должности приват-доцента кафедры акушерства и гинекологии Академии, однако вскоре с «учёной целью» на два года был командирован за границу.
Вернувшись в Санкт-Петербург, в 1863 году, Флоринский был избран адъюнкт-профессором кафедры акушерства и гинекологии Медико-хирургической академии. Руководил кафедрой профессор А. Я. Крассовский. В 1865 году В. М. Флоринский был определён младшим ординатором акушерской клиники кафедры, где ему было поручено руководство двенадцатью детскими койками, находившимися в составе клиники со времен С.Ф. Хотовицкого.
В 1868 году Флоринский был избран экстраординарным профессором кафедры акушерства и гинекологии, а 15 июля следующего, 1869 года Уставом Академии впервые в России педиатрия была отделена от акушерства и гинекологии в качестве отдельного предмета «Детские болезни с практическими занятиями в академической клинике». Руководство вновь созданной кафедрой было поручено профессору В. М. Флоринскому.
Будучи акушером по призванию, Флоринский тяготился своими обязанностями руководителя клиникой и кафедрой детских болезней, поэтому в 1870 г. он обратился к руководству Академии, с предложением возложить их на недавно прибывшего после стажировки в университетах Европы приват-доцента Н. И. Быстрова. Решение было половинчатым. Формально клиникой и кафедрой до своего увольнения из Академии продолжал руководить Флоринский, но фактически чтение лекций по детским болезням и лечение детей в клинике было поручено Н. И. Быстрову.
В 1872 году Флоринский был утверждён в звании кандидата в члены академического суда, а на следующий год, продолжая службу в Медико-хирургической академии, был назначен постоянным членом учёного комитета Министерства народного просвещения. Работа в министерстве была сосредоточена в комитете, где он курировал медицину, а также в комиссии по пересмотру университетского устава и в ряде комиссий, образованных в связи с предстоящим созданием Сибирского университета. В 1875 году, оставив службу в Академии, Флоринский полностью сосредоточился на работе в Министерстве народного просвещения, где возглавил Медицинский совет.
В 1877 году Флоринский был назначен членом особой комиссии для всестороннего обсуждения вопроса о местности, «в которой окажется более полезно» основать Сибирский университет. В 1880 году в статусе члена строительного комитета для возведения здания Сибирского университета он был командирован в Томск. На заключительном этапе строительства (1885—1888 гг.) Флоринский был попечителем Западно-Сибирского учебного округа и осуществлял общее руководство возведением университета.
Одновременно с этим, начиная с 1878 года Флоринский в ранге ординарного профессора возглавлял кафедру акушерства и женских болезней Императорского Казанского университета. В течение нескольких лет ему приходилось жить на два города: во время учебных семестров — в Казани, а летние месяцы проводить на строительстве в Томске. Тем не менее, Флоринский находил время заниматься и наукой. Его заслуги как учёного были оценены очень высоко. В 1879 году Флоринский был избран в иностранным членом Бостонского гинекологического общества (США), почётным членом общества русских врачей в Санкт-Петербурге.
В 1898 году Флоринский вышел в отставку и решил остаться жить в Казани, где в это время осела семья его дочери. В конце 1898 года он посетил Санкт-Петербург. Здесь, утром 3 (15) января 1899 года он прямо в гостинице скончался от паралича сердца.
Тело Флоринского было доставлено в Казань и погребено на кладбище казанского Спасо-Преображенского монастыря. Могила не сохранилась.
В конце 1892 года в Томском Обществе естествоиспытателей и врачей при Сибирском университете произошёл случай, обусловленный трудностями начального периода становления медицинского образования. Сегодня суть этой истории восстановить не удалось, но тогда на неё отозвался карикатурой «Отчего кухня дымит?» студент П. И. Кытманов. Карикатура изображала здание Университета, из всех щелей, окон и дверей которого валил дым, а на верхушке трубы, плотно закрыв её отверстие, сидел Флоринский — попечитель учебного округа и председатель Общества естествоиспытателей и врачей. Карикатура, появление которой было обусловлено сиюминутными проблемами, тем не менее имела определённый резонанс в Томске.
Флоринский способствовал созданию у стен университета в Томске ботанического сада.

### Увлечения гуманитарными науками
Флоринский писал о превосходстве славянской культуры, отождествлял саков и массагетов с праславянами и помещал прародину «ариев» в Центральной Азии. Экспансию России в этот регион он объяснял инстинктивным стремлением славян вернуться на древнюю родину. Создателями современной цивилизации Флоринский считал «семито-арийцев», наиболее одарённой народности. По Флоринскому «арийцы» возникли в западной части Памира или Тянь-Шаня, а затем переселились в Семиречье.
В 1873 году Флоринский совершил путешествие по Оренбургской губернии. В ходе его он изучал этнографию проживающих там башкир. В своих работах учёный описал башкирские жилища, кухню, костюмы, хозяйство, кочевья и др. Флоринский являлся твёрдым сторонником тюркской теории происхождения башкир.
В 1875 году был избран действительным членом Императорского русского географического общества.
Собранная Флоринским археологическая коллекция в 1882 году послужила началом Томского археологического музея.

## Награды
- Орден Святой Анны 3-й степени (1865);
- Орден Святого Станислава 2-й степени (1867) с императорской короной (1870);
- Орден Святого Владимира 3-й степени (1878);
- Орден Святой Анны 2-й степени (1882);
- Орден Святого Станислава 1-й степени (1882);
- Орден Святой Анны 1-й степени (1888);
- Орден Святого Владимира 2-й степени (1896);
- Серебряная медаль в память царствования императора Александра Третьего (1896);
- Орден Белого Орла (1899);
- Лауреат большой премии «Императора Петра Великого» за лучшее учебное пособие Министерства народного просвещения Российской империи (1878).
- Почётный гражданин города Томска (1898) за заслуги в основании Сибирского университета.

## Избранные труды
Автор более 200 научных работ по медицине, этнографии, археологии:
- О разрывах промежности во время родов / Соч., напис. для получ. степ. д-ра мед. лекарем Василием Флоринским, доц. акушерства при Имп. С.-Петерб. мед.-хирург. акад. Санкт-Петербург, 1861
- Курс оперативного акушерства проф. Г. Брауна / Пер. с нем. студентами С.-Петерб. мед.-хирург. акад. под ред. адъюнкт-проф. В. Флоринского с знач. изм. и прибавлениями Санкт-Петербург : тип. Я. Трея, 1865.
- Усовершенствование и вырождение человеческого рода / [Соч.] Проф. Ф. [!В.] Флоринского Санкт-Петербург : [журн. «Дело»], 1866 (тип. Рюмина и К°)
- Курс акушерства и женских болезней : (Гинекология) / [Соч.] В. Флоринского, э.-орд. проф. С.-Петерб. медико-хирургич. акад. Т. 1-
- Сведения о состоянии и потребностях русских медицинских факультетов, представленные на Высочайше утвержденную комиссию для пересмотра ныне действующего университетского устава, членом Комиссии В. Флоринским Санкт-Петербург : тип. В. С. Балашева, 1876
- Русские простонародные травники и лечебники: Собрание медицинских рукописей XVI. и XVII. столетия
- Домашняя медицина : Лечебник для нар. употребления, напис. орд. проф. Казан. ун-та В. М. Флоринским Казань : Унив. тип., 1880
- Воспоминание о деятельности Николая Ивановича Пирогова в Медико-хирургической академии : Речь орд. проф. акушерства и жен. болезней В. М. Флоринского Казань : Унив. тип., 1881
- Дипломатическое собрание дел между Российским и Китайским государствами с 1619 по 1792-й год : Сост. по документам, хранящимся в моск. арх. Гос. коллегии иностр. дел, в 1792—1803 г. Николаем Бантыш-Каменским / Изд. в память истекшего 300-летия Сибири В. Ф. Флоринским, с приб. издателя Казань, 1882
- К казуистике внематочной беременности с неудержимой рвотой : Чит. в заседании Каз. общ. врачей 25 янв. 1882 г. / [Соч.] Н. Н. Сапожникова; (Из Гинекол. клиники проф. В. М. Флоринского) Казань : Унив. тип., [1883]
- Домашняя медицина : Лечебник для нар. употребления, напис. орд. проф. Казан. ун-та В. М. Флоринским Санкт-Петербург : А. А. Дубровин, 1883
- Курс акушерства : Лекции, чит. в Имп. Казан. ун-те / [Соч.] Проф. В. М. Флоринского Казань : тип. Имп. ун-та, 1883
- Домашняя медицина : Лечебник для нар. употребления, напис. орд. проф. Казан. ун-та В. М. Флоринским Санкт-Петербург : А. С. Суворин, 1887
- Речь попечителя Западно-Сибирского учебного округа В. М. Флоринского, произнесенная при открытии Императорского Томского университета 22 июля 1888 года Томск, 1888
- Заметка о происхождении слова «Сибирь» / [Соч.] В. М. Флоринского Томск : Типо-лит. Михайлова и Макушина, 1889
- Топографические сведения о курганах Западной Сибири / [Соч.] В. М. Флоринского Томск : Типо-лит. Михайлова и Макушина, 1889
- Заметка об инфлюэнце / [Соч.] В. М. Флоринского Томск : типо-лит. В. В. Михайлова и П. И. Макушина, 1890
- Домашняя медицина : лечебник для народного употребления, напис. опр. проф. Имп. Казан. ун-та В. М. Флоринским СПб. : Суворин, 1890
- Границы человеческой жизни : Речь, произнес. 22 сент. 1891 г. в годовом собр. Том. о-ва естествоиспытателей и врачей / [Соч.] Пред. О-ва В. М. Флоринского Томск : типо-лит. В. В. Михайлова и П. И. Макушина, 1891
- Клиники Императорского Томского университета : Пояснит. записка, чит. при открытии клин. зданий в полн. их размере 1 нояб. 1892 г. / [В. Флоринский] Томск : типо-лит. П. И. Макушина, 1892
- Первобытные славяне по памятникам их доисторической жизни: Опыт славянской археологии. — Томск: Типо-Лит. П. И. Макушина, 1894—1897.
  - Часть первая. — 1894. — XXIV, 355 с.
  - Часть вторая. — 1897.
- Домашняя медицина : Лечебник для нар. употребления, напис. орд. проф. Имп. Казан. ун-та В. М. Флоринским Санкт-Петербург : А. С. Суворин, 1903
- Статьи и речи Василия Марковича Флоринского : Изд. по смерти авт. М. Л. Флоринской Казань : типо-лит. Имп. ун-та, 1903
- Домашняя медицина : Лечебник для нар. употребления, напис. орд. проф. Казан. ун-та В. М. Флоринским Санкт-Петербург : А. С. Суворин, 1908

## Семья
Жена, дочь коллежского советника Мария Леонидовна Фуфаевская (1847 — после 1915), из дворян Новгородской губернии.
- Дочь Ольга Левашова (23 января (4 февраля)  1866 года, Санкт-Петербург — ?), жена профессора Казанского университета, ректора Новороссийского Университета, депутата IV Государственной Думы Сергея Васильевича Левашова (1856—1919)[11].
  - Внучка Мария Павловская (2 (14) августа 1888 года, Казань — 16 марта 1943, Рим). Её муж с 1911 года Георгий Алексеевич Павловский (11 (23) января 1887 года — 15 августа 1961)
  - Внук Владимир Левашов (1894 — 29 ноября 1963, Мюнхен), участник Гражданской войны в лейб-гвардии 1-й артиллерийской бригаде ВСЮР, штабс-капитан. Окончил Берлинский политехнический институт. Занимался журналистикой и церковно-общественной работой; в течение многих лет исполнял обязанности секретаря при архиепископе Берлинском и Германском Тихоне (Лященко). Был арестован Гестапо, за критику национал-социалистической политики в отношении России, и выслан в Италию, где печатался под псевдонимом А. Морелли. Вернувшись после войны в Германию, был сотрудником радиостанции «Освобождение» и Института по изучению СССР в Мюнхене. Жена Зинаида Константиновна Беспалова (? — март 1967).
  - Внучка Клеопатра Левашова (1901—?)
- Сын Сергей (6 (18) октября 1867 года, Санкт-Петербург — 10 (22) октября 1871 года, Санкт-Петербург).